# Burgstraße 15 (Anklam)

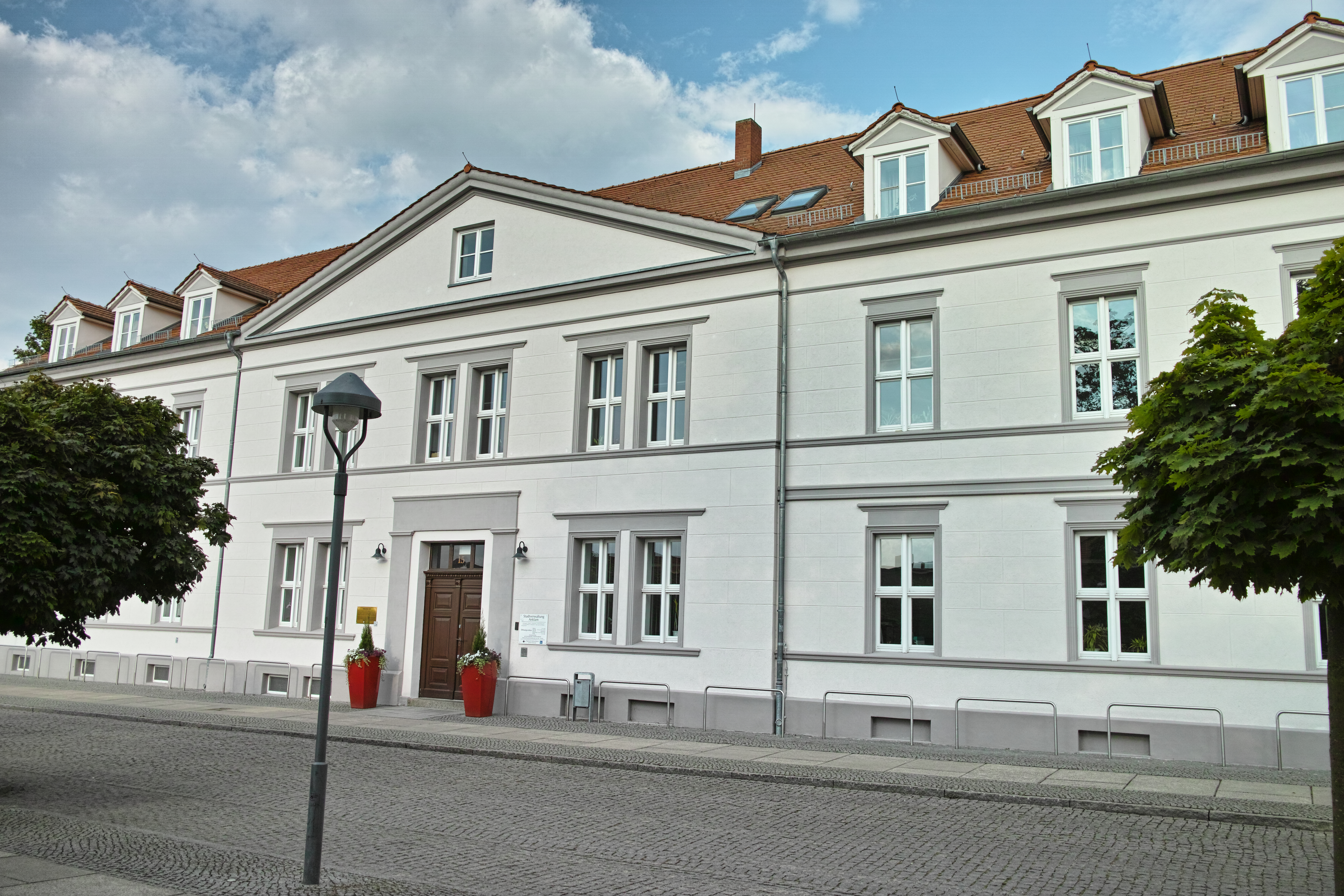

Das ehemalige Heilig-Geist-Stift und heutige städtische Verwaltungsgebäude Burgstraße 15 in Anklam (Mecklenburg-Vorpommern) stammt aus dem 18. Jahrhundert.
Das Gebäude steht unter Denkmalschutz.

## Geschichte

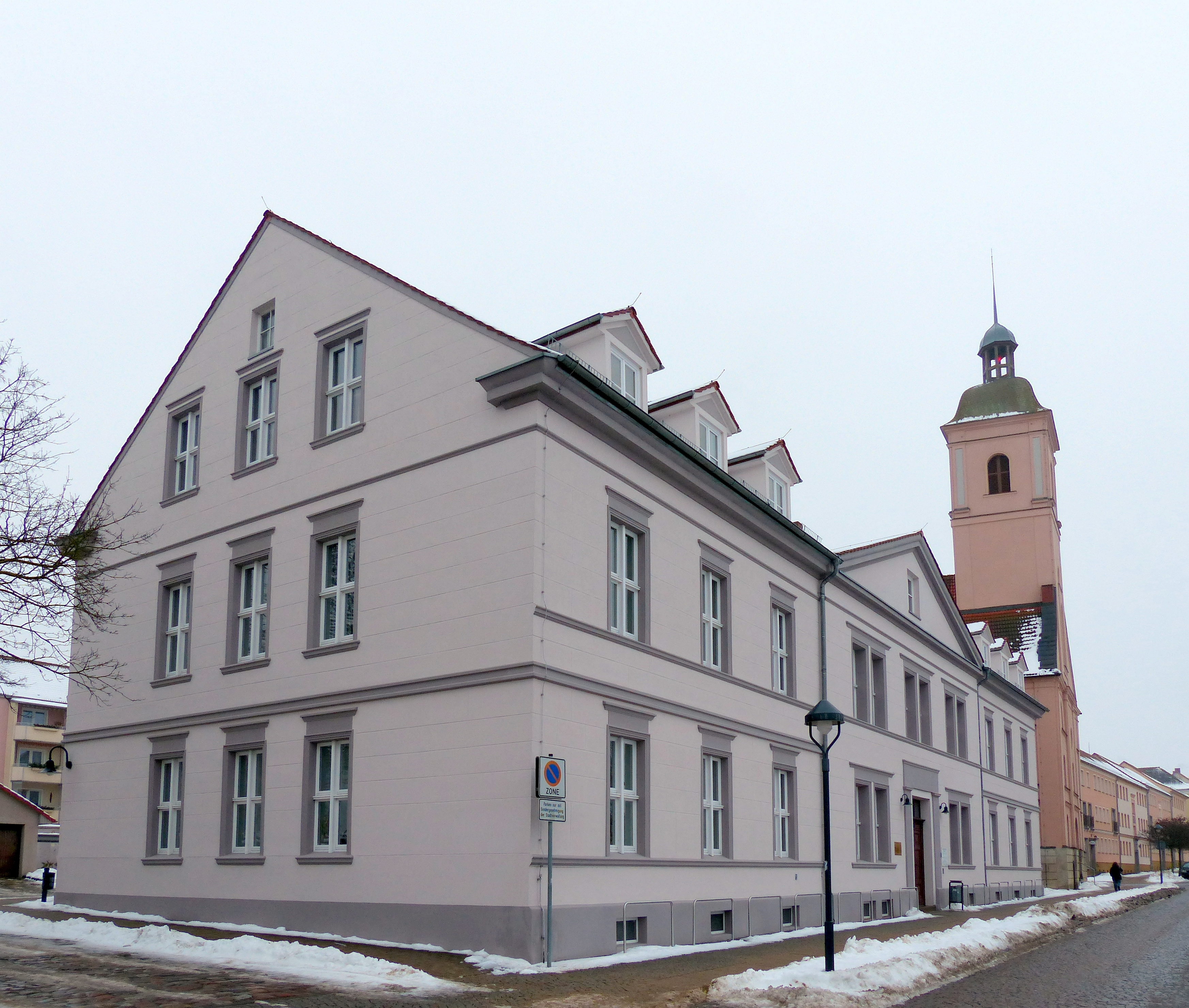
Nr. 15; dahinter die Garnisonskirche

Die Hanse- und Lilienthalstadt Anklam mit 12.331 Einwohnern (2019) wurde 1243 erstmals erwähnt. 1264 wurde Anklam Stadt und es soll eine Kirche mit dem Stift Zum Heiligen Geist existieren, das 1272 erstmals erwähnt wurde. Die erste Heilig-Geist-Kirche brannte ab. 1740 erfolgte der Wiederaufbau des Stiftgebäudes Ecke Burgstraße.
Das zweigeschossige neunachsige klassizistische Haus mit dem breiten mittigen Giebelrisalit wurde 1833 als Heilig-Geist-Stift saniert und 1855 für 21 Stiftwohnungen umgebaut. 1900 lebten hier 62 Stiftsbewohner. 1945 wurde das Haus Burgstraße 12/13 durch Bomben zerstört. Die Nr. 15 blieb erhalten und wurde zu einem städtischen Pflegeheim für 57 Bewohner. Bis 1993 blieb hier ein Pflegeheim, das dann aber nicht mehr dem heutigen Erfordernissen entsprach. Die Bewohner wurden u. a. in die Leipziger Allee 26 verlegt. 1994 wurde das Pflegeheim privatisiert und ein Neubau in der Hospitalstraße 20 für 140 Bewohner entstand.
Im Rahmen der Städtebauförderung wurde das Gebäude 1994/95 zu einem städtischen Verwaltungsgebäude umgebaut und saniert. Aktuell (2021) sind hier Bürgerbüro, Meldeamt, Bauamt, Energieberatung und Verbraucherzentrale untergebracht.
Die betreute Wohnanlage Heilig-Geist-Stift befindet sich heute in der Heilige-Geist-Straße 2.